# Elly Yunara
Elly Yunara (3 de novembro de 1923 — Jacarta, 30 de maio de 1992) foi uma atriz e produtora indonésia, a qual se tornou conhecida por inúmeros trabalhos no cinema da Indonésia, como em Tjioeng Wanara e Malin Kundang. Ela também era casada com o produtor de cinema Djamaluddin Malik.

## Biografia
Yunara nasceu em Singapura em 3 de novembro de 1923, mas se mudou para as Índias Orientais Holandesas, onde concluiu o Ensino Fundamental no final da década de 1930 pelo Colégio Hollandsch-Inlandsche. Em 1940, atuou em seu filme de estreia Pah Wongso Pendekar Boediman, dirigido e produzido pela estrela de cinema Jo Eng Sek. Nessa obra cinematográfica, interpretou Siti, par romântico da protagonista, interpretada por Mohamad Arief. Pela mesma empresa de produção desse filme, continuou com o contrato até 1942. Nesse período, participou de Tjioeng Wanara (baseada numa lenda sudanesa), Lintah Darat e Ajah Berdosa.
Em 1942, uniu-se à Tan's Film e atuou na obra de Tan Khoen Yauw, Aladin dengan Lampu Wasiat (Aladdin e a Lâmpada Mágica). No entanto, em razão da ocupação japonesa da Indonésia, a produção foi interrompida e o filme só foi lançado em 1950 com a Revolução Nacional. Nos oito anos de pausa, a atriz se dedicou às peças teatrais e se casou com o produtor Djamaluddin Malik. Em 1950, seu marido fundou a Persari, empresa na qual Yunara participou de duas obras: Si Mientje (1951) e Siapa Ajahku (1952).
Malik morreu em 8 de junho de 1970, e a viúva logo estabeleceu sua própria empresa, Remaja Ellyanda. Iniciou, portanto, a carreira de produtora com o filme Malin Kundang, baseado em um conto popular malaio, que foi protagonizado por Rano Karno e Putu Wijaya. Em 1974, recebeu uma condecoração do governo municipal de Jacarta por suas contribuições cinematográficas. Morreu na capital da Indonésia em 30 de maio de 1992, com 68 anos.